# خزرج

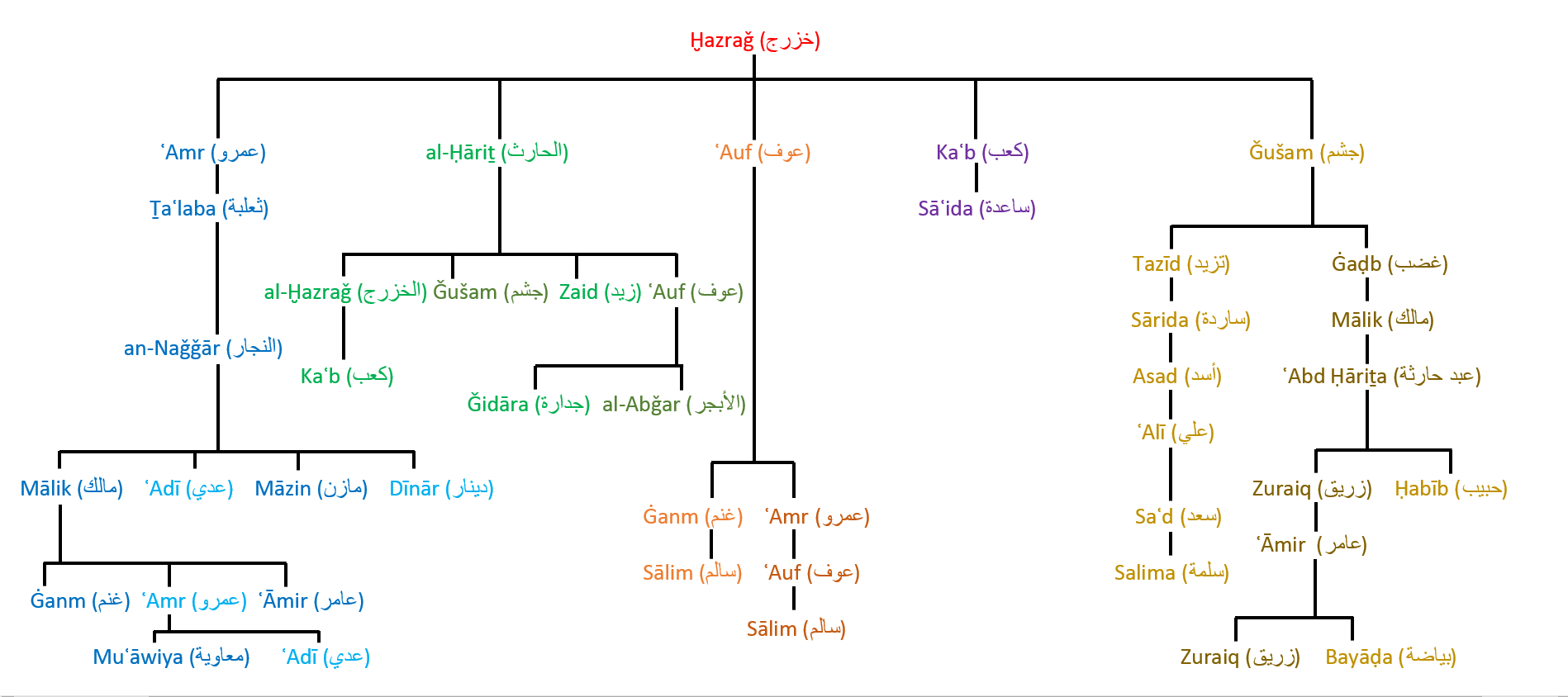
شجره نامه قبیله خزرج

خزرج یکی از دو قبیلهٔ عرب اصلی مدینه بود. قبیلهٔ دیگر اوس بود. انصار از این قبایل بودند. خزرجیان از نوادگان اوسیان بودند.
اوس و خزرج پس از خروج از یمن در یثرب ساکن شدند و تا زمانی مطیع یهودیان مدینه بودند.
انصار، بیشتر از خزرج بودند و کمتر از اوس.

## افراد سرشناس
- حسان بن ثابت
- کعب بن مالک
- عبدالله بن رواحه
- سعد بن عباده
- قیس بن سعد
- جابر بن عبدالله انصاری